# Warren DeMartini
Warren DeMartini (Chicago, 10 de abril de 1963) es el guitarrista de la banda de Glam metal estadounidense Ratt. Su sobrenombre es Torch.

## Carrera
En 1979 toca su primer concierto delante de una multitud en La Jolla High School, tocando también con otras bandas locales. Su nombre empezaba a sonar como el de un guitarrista con talento en San Diego. 
Se le conoce por ser el guitarrista solista original de Ratt, una banda muy popular sobre todo en la escena glam de los años ochenta. Es considerado uno de los mejores guitarristas de metal de los 80, junto a George Lynch, Jake E. Lee, Scott Ian y Randy Rhoads.
Sus influencias fueron Jimi Hendrix, Tony Iommi, Billy Gibbons, Uli Jon Roth, Ritchie Blackmore, Glenn Tipton, Joe Walsh, Jeffrey Dunn, Kirk Hammett, Eddie Van Halen, Ronnie Youkins y Randy Rhoads.
También muchos guitarristas mencionan su influencia en la guitarra, entre ellos Mille Petrozza, John Petrucci, Reb Beach, Denis D'Amour, Christofer Johnsson, Michael Angelo Batio y Erik Turner.
Sustituyó a Jake E. Lee cuando tocaba en Mickey Ratt, que serían los actuales Ratt, ya con la formación Stephen Pearcy (vocalista), Robbin Crosby (guitarra, fallecido en el 2002), Bobby Blotzer (batería) y Juan Croucier (bajo). Warren DeMartini empezó una carrera brillante con la banda como guitarrista solista junto a Crosby. Tocó con Whitesnake en 1994 durante la gira Whitesnake's Greatest Hits.

## Discografía

### Ratt
- RATT EP (1983)
- Out of the Cellar (1984)
- Invasion of Your Privacy (1985)
- Dancing Undercover (1986)
- Reach for the Sky (1988)
- Detonator (1990)
- Ratt&Roll 81-91 (1991)
- Collage (1997)
- Ratt (1999)
- Infestation (2010)

### Solo
- Surf´s Up! (1995)
- Crazy Enough to sing to you (1996)